# Xã Plainfield, Quận Northampton, Pennsylvania
Xã Plainfield (tiếng Anh: Plainfield Township) là một xã thuộc quận Northampton, tiểu bang Pennsylvania, Hoa Kỳ. Năm 2010, dân số của xã này là 6.138 người.